# San Francisco Dzon
San Francisco Dzon o San Francisco Tzon es una localidad, comisaría del municipio de Tekantó en el estado de Yucatán localizado en el sureste de México.

## Toponimia
El nombre (San Francisco Tzon) hace referencia a Francisco de Asís y "tzon" significa en idioma maya cenote.

## Importancia histórica
Tuvo su esplendor durante la época del auge henequenero y emitió fichas de hacienda las cuales por su diseño son de interés para los numismáticos.

## Demografía
Según el censo de 2005 realizado por el INEGI, la población de la localidad era de 157 habitantes, de los cuales 84 eran hombres y 73 eran mujeres.
| 116                         | 166 | 107 | 104 | 90 | 92 | 54 | 0 | 59 | 60 | 75 | 70 | 84 |
| (Fuente: INEGI [Consultar]) |     |     |     |    |    |    |   |    |    |    |    |    |

## Galería

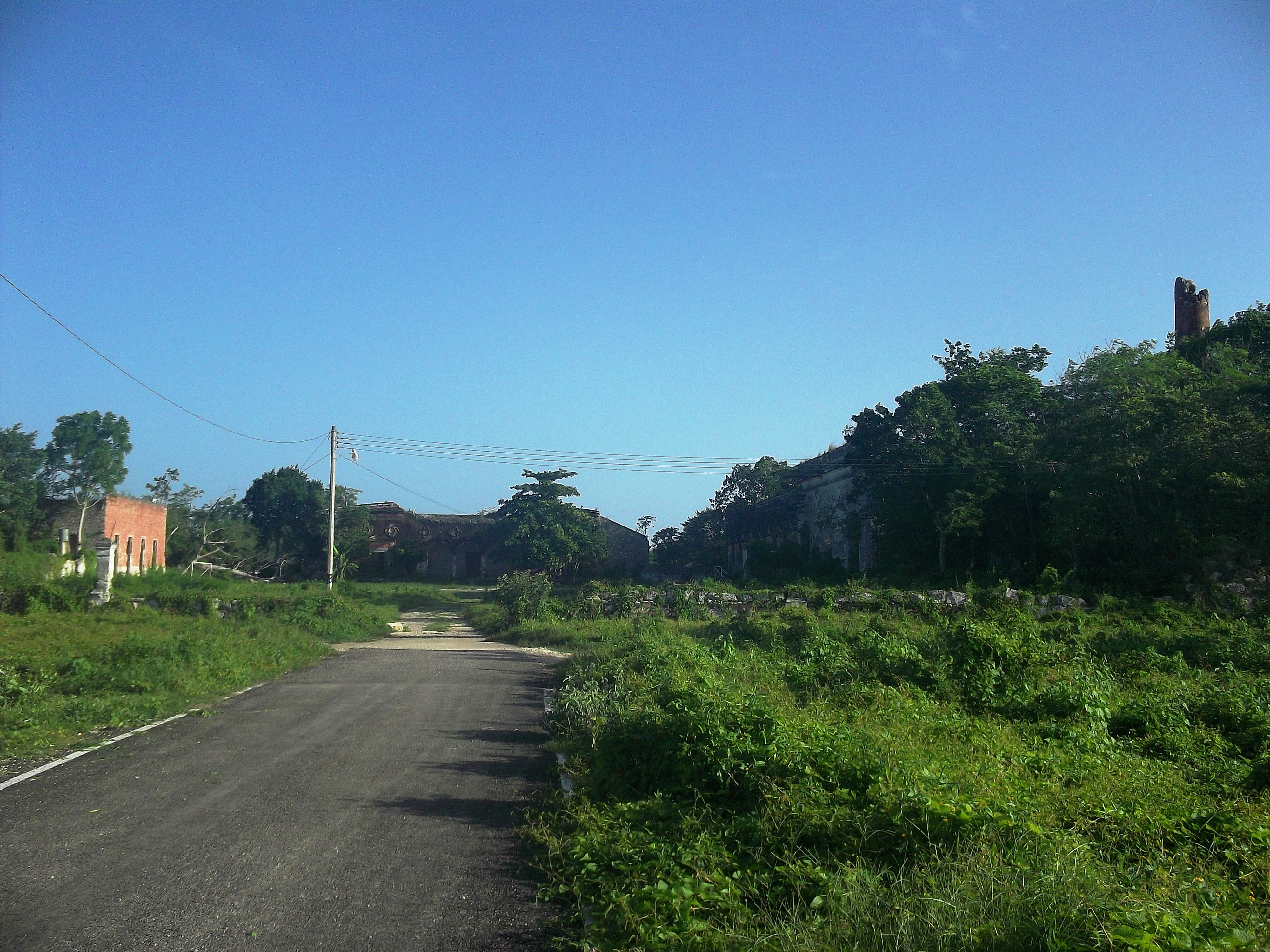
Hacienda de San Francisco Dzon.
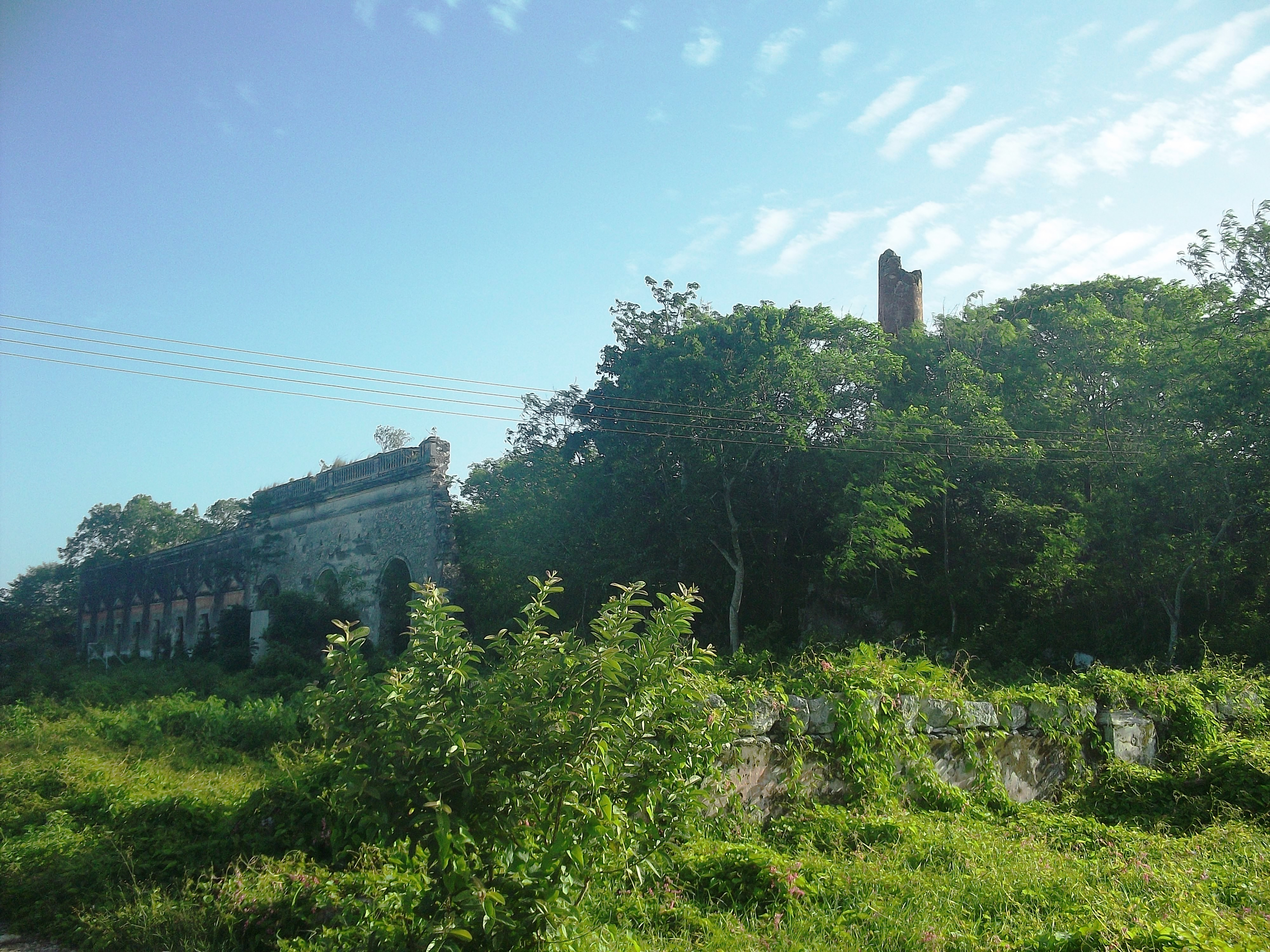
Hacienda de San Francisco Dzon.
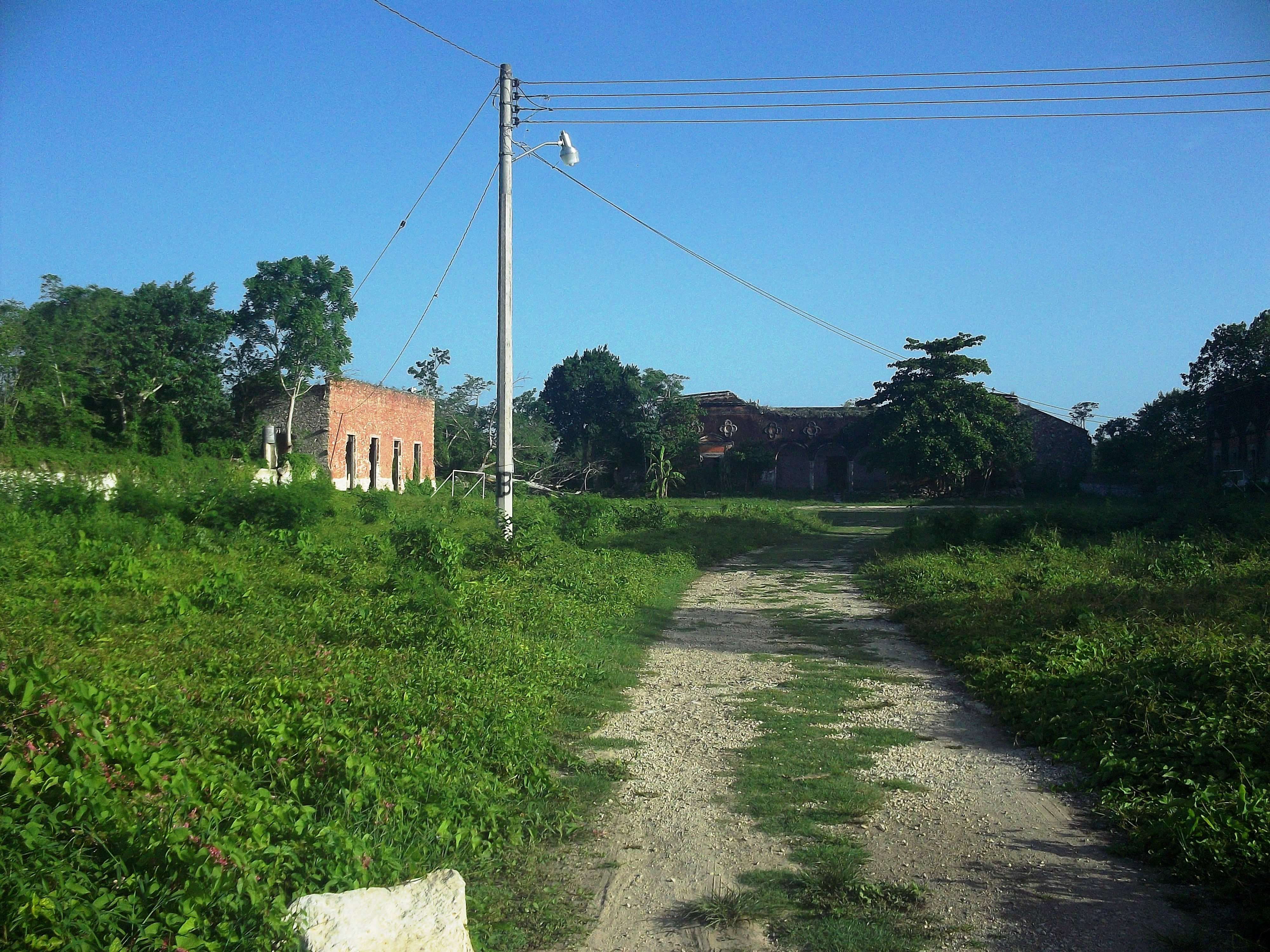
Hacienda de San Francisco Dzon.
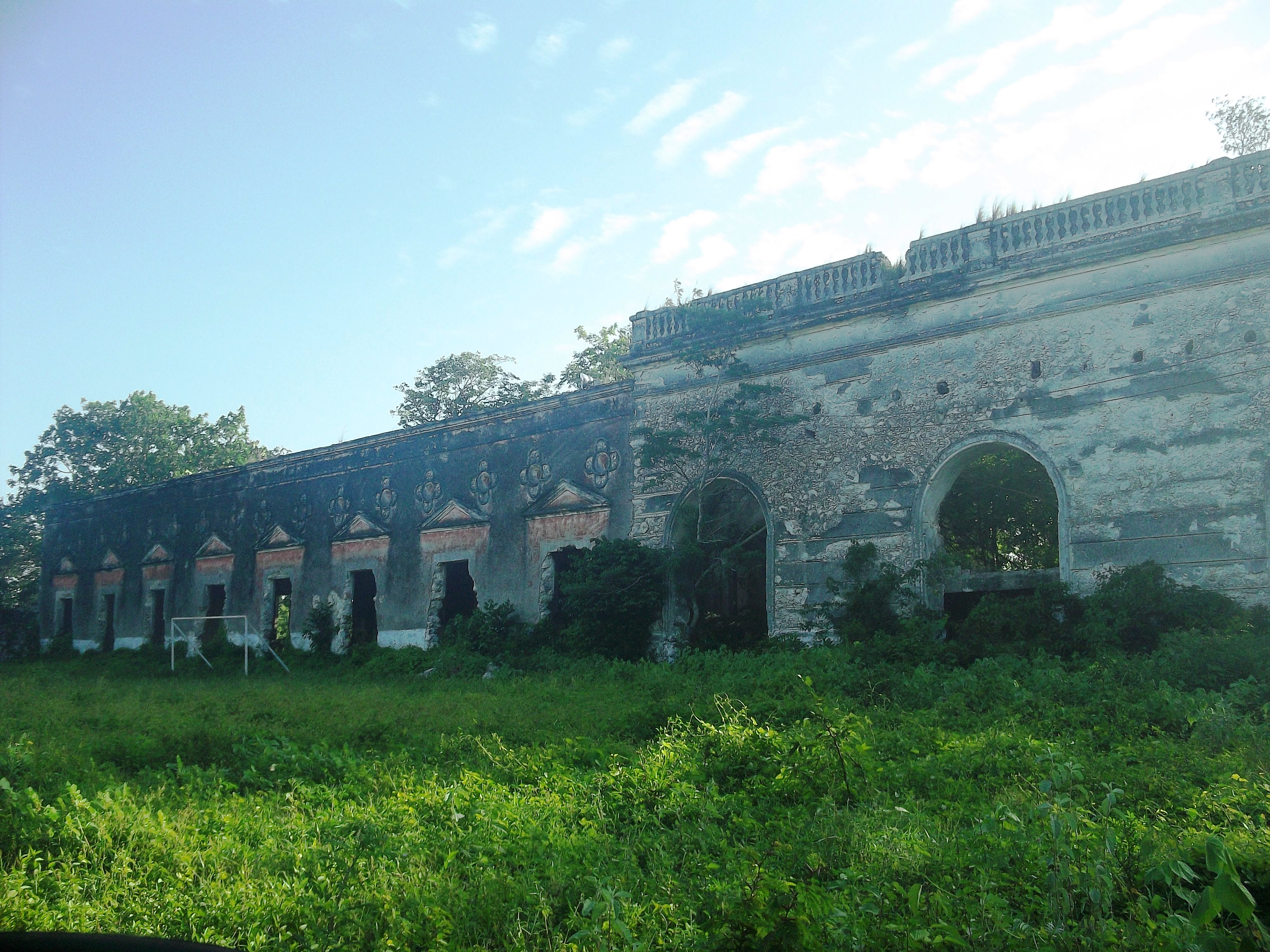
Hacienda de San Francisco Dzon.
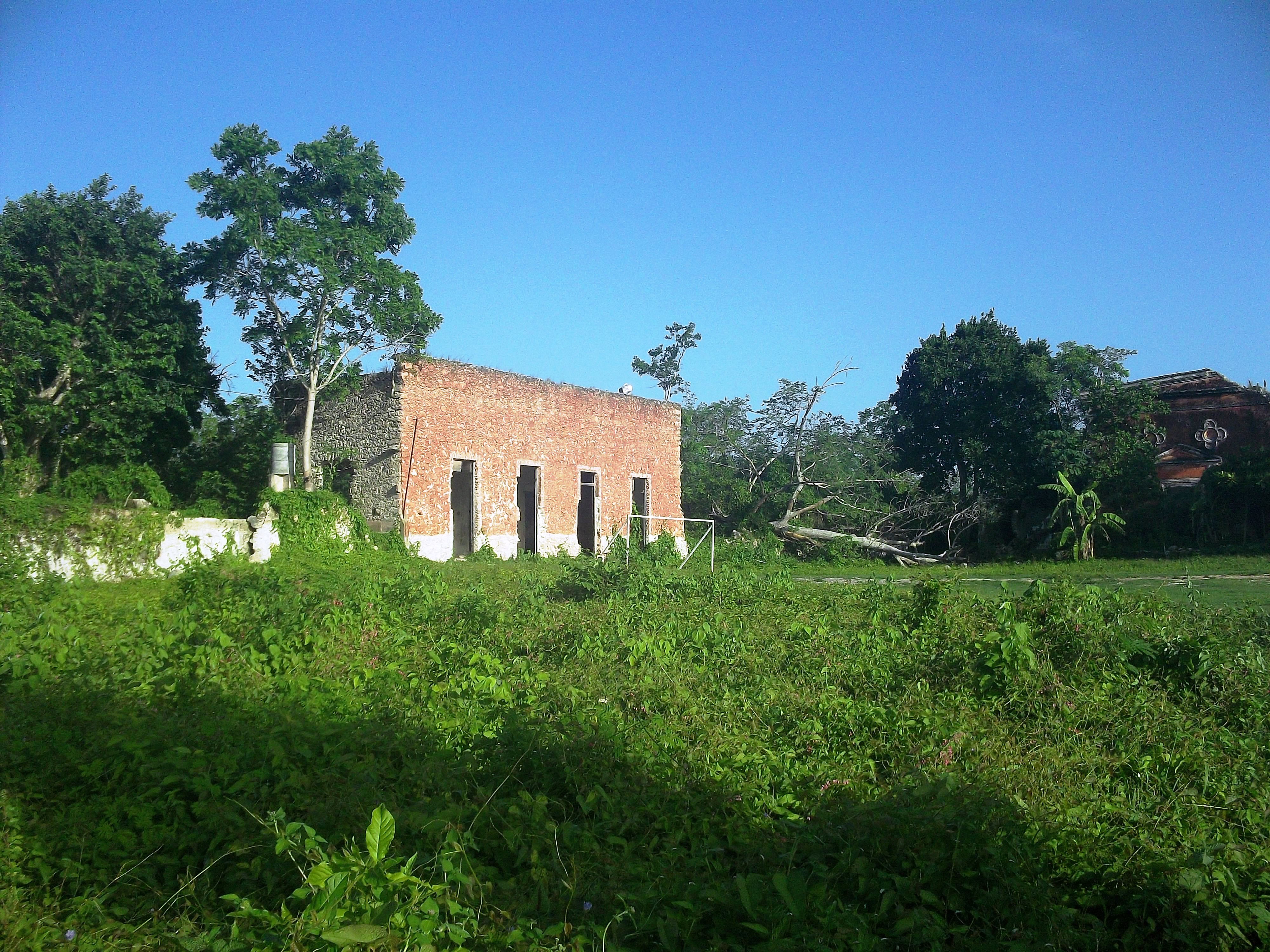
Hacienda de San Francisco Dzon.
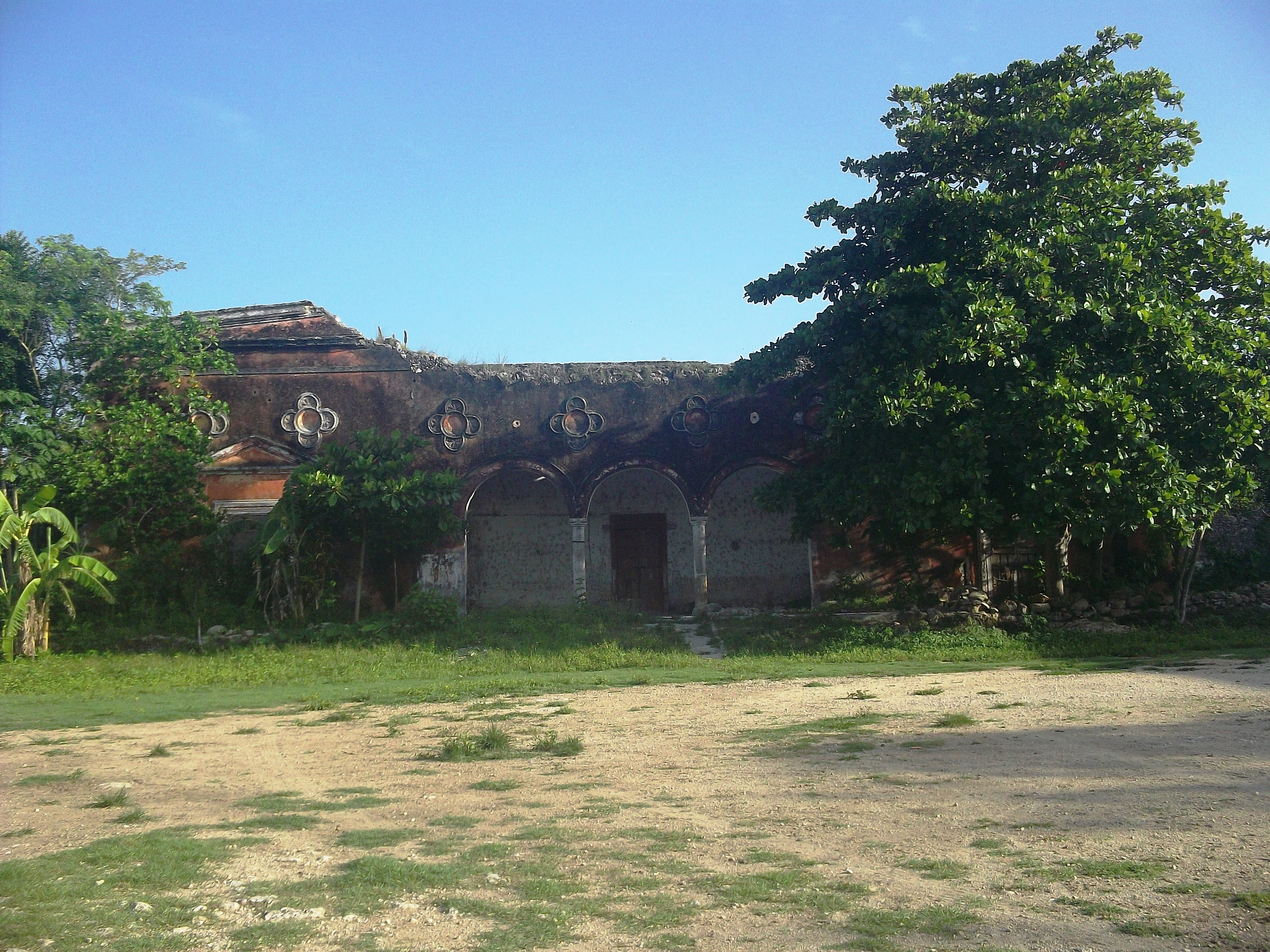
Hacienda de San Francisco Dzon.
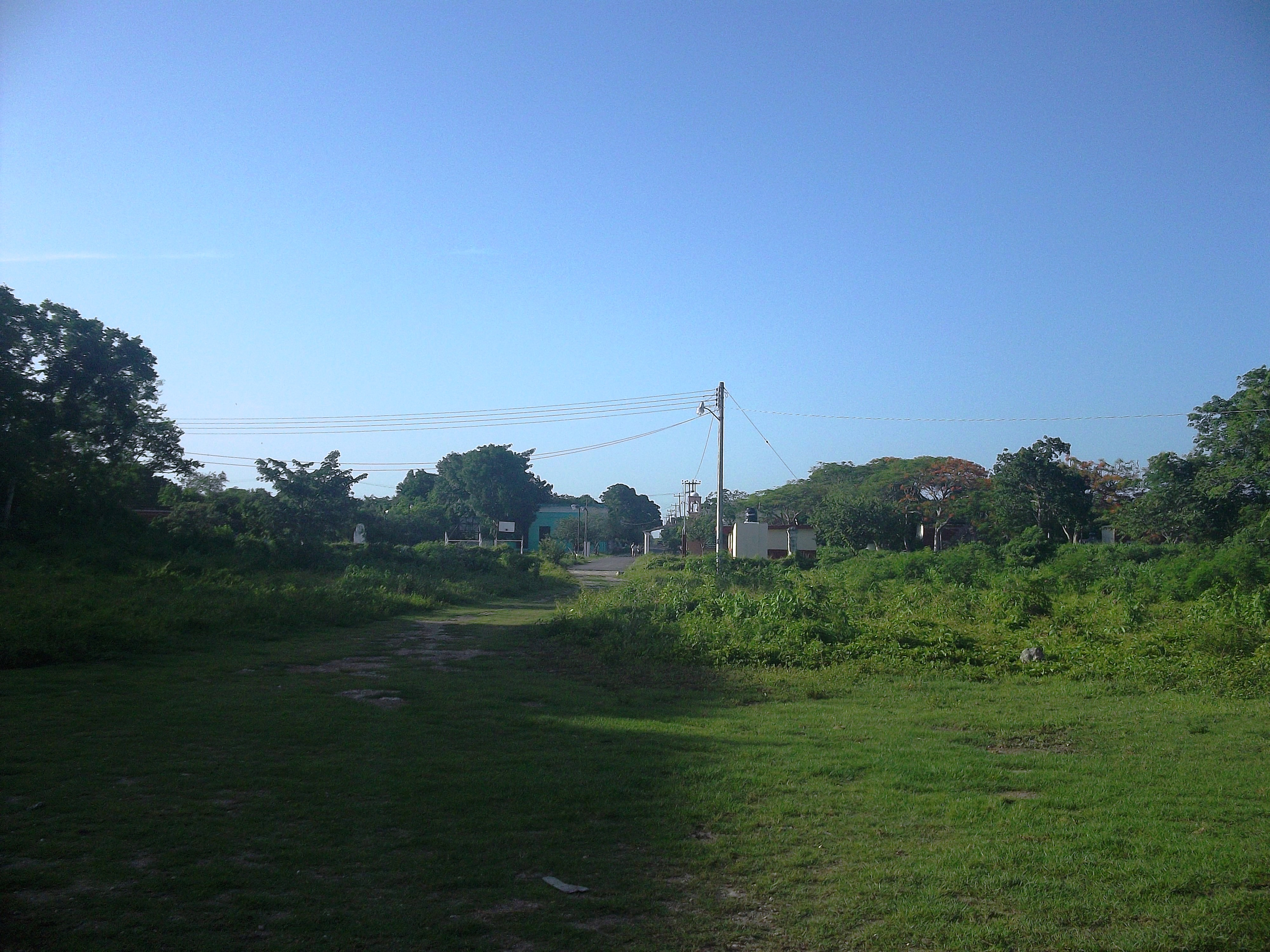
Hacienda de San Francisco Dzon.
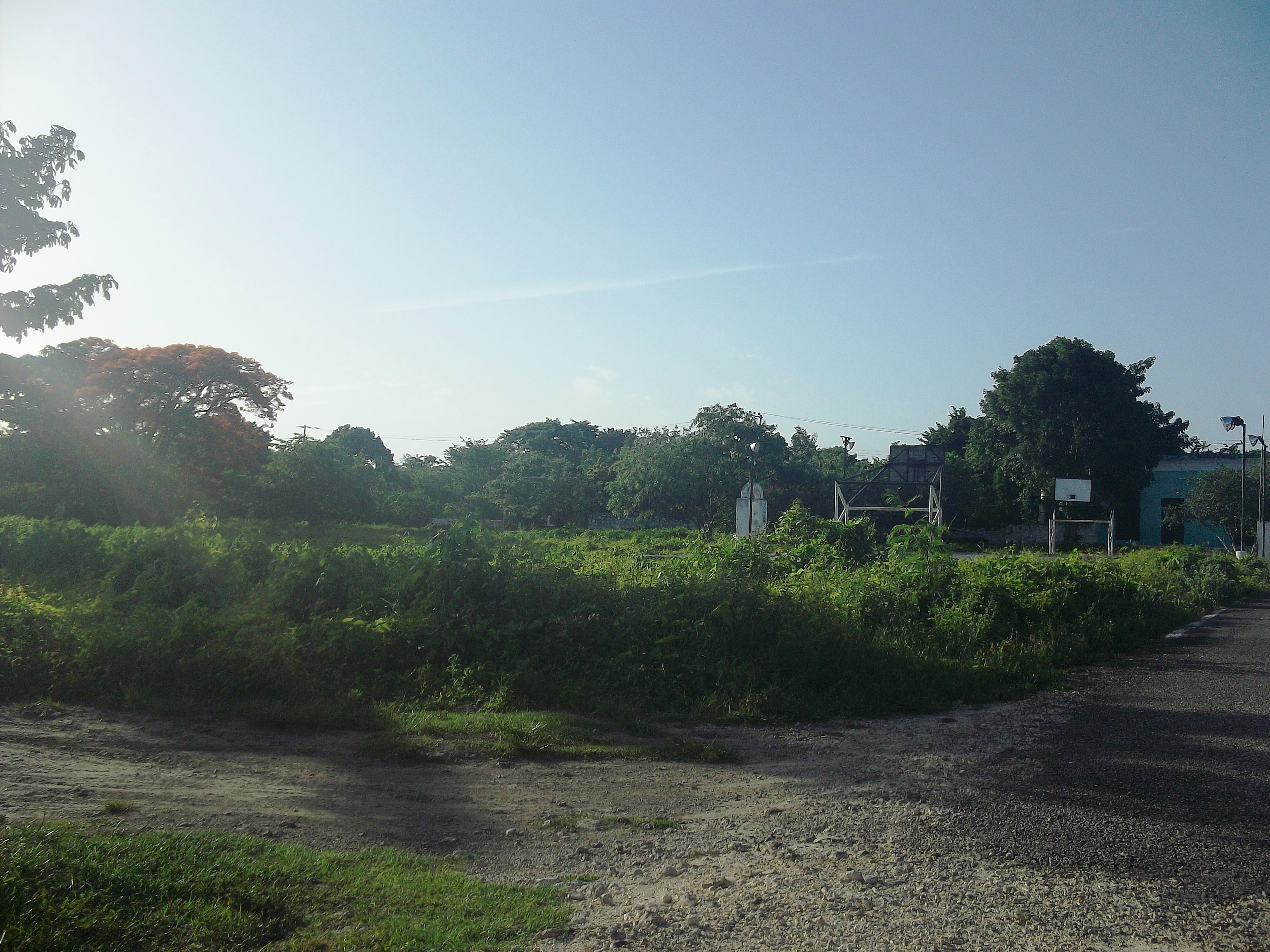
Hacienda de San Francisco Dzon.
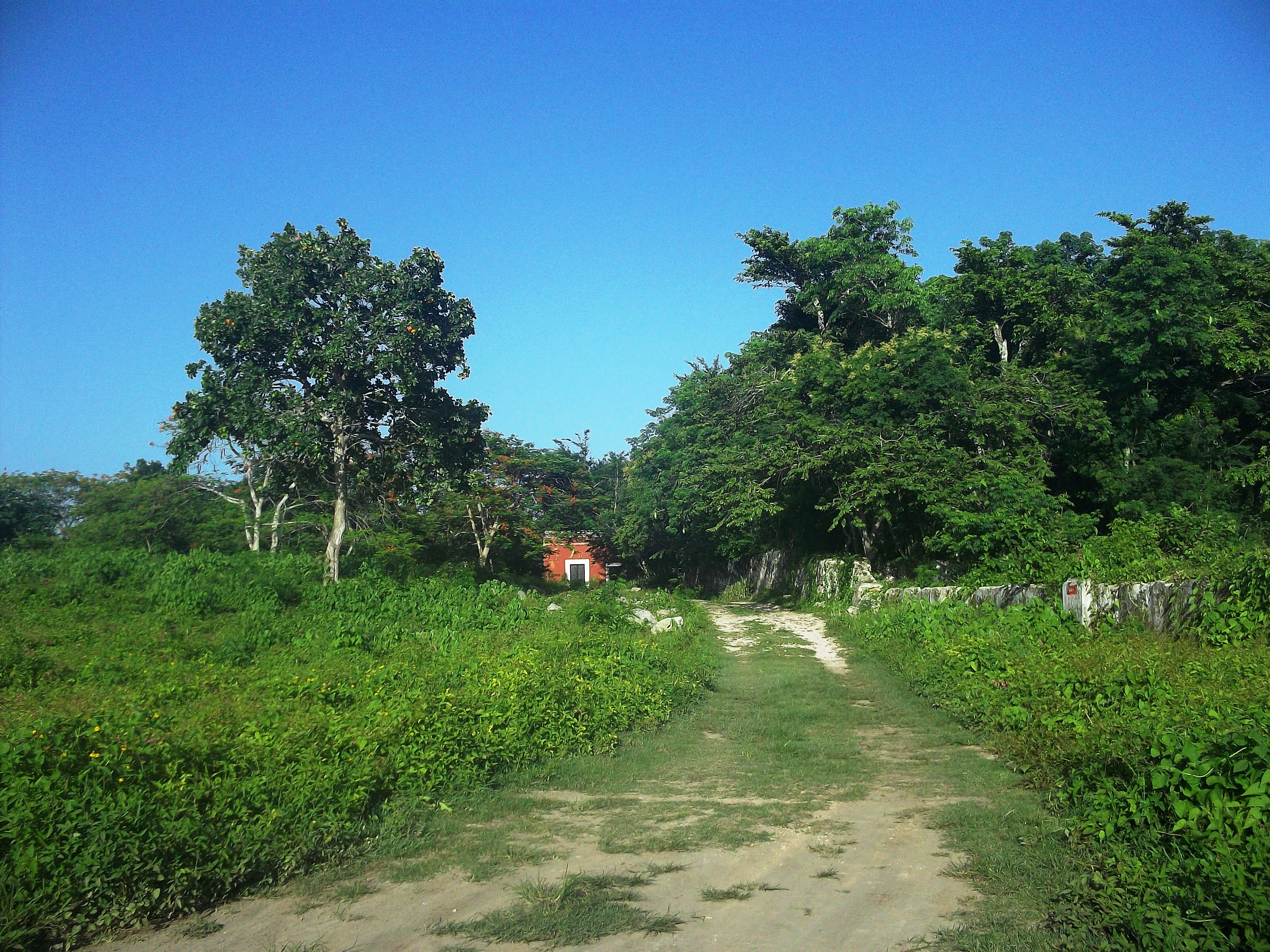
Hacienda de San Francisco Dzon.
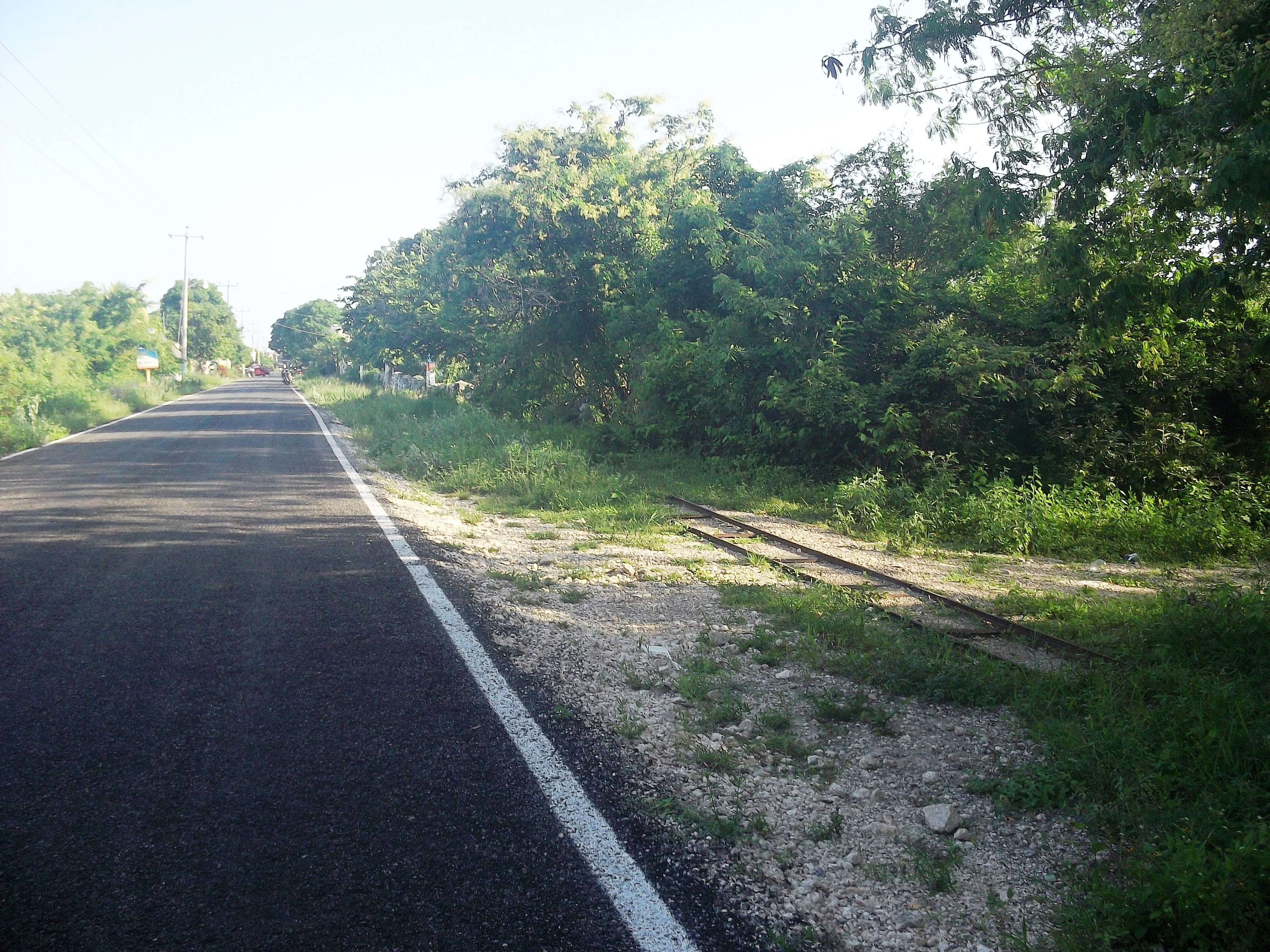
Tranvía de San Francisco Dzon.
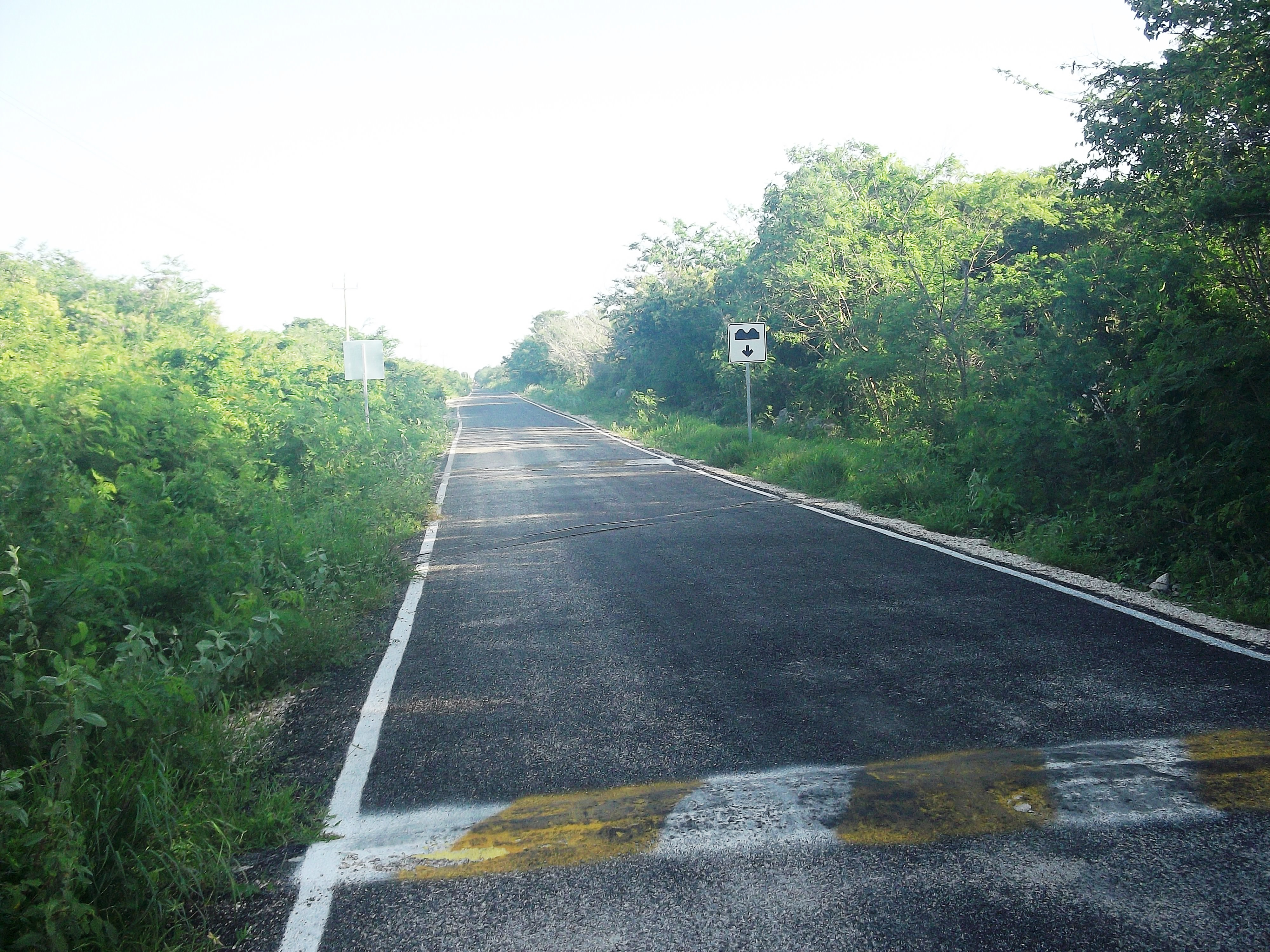
Tranvía de San Francisco Dzon.
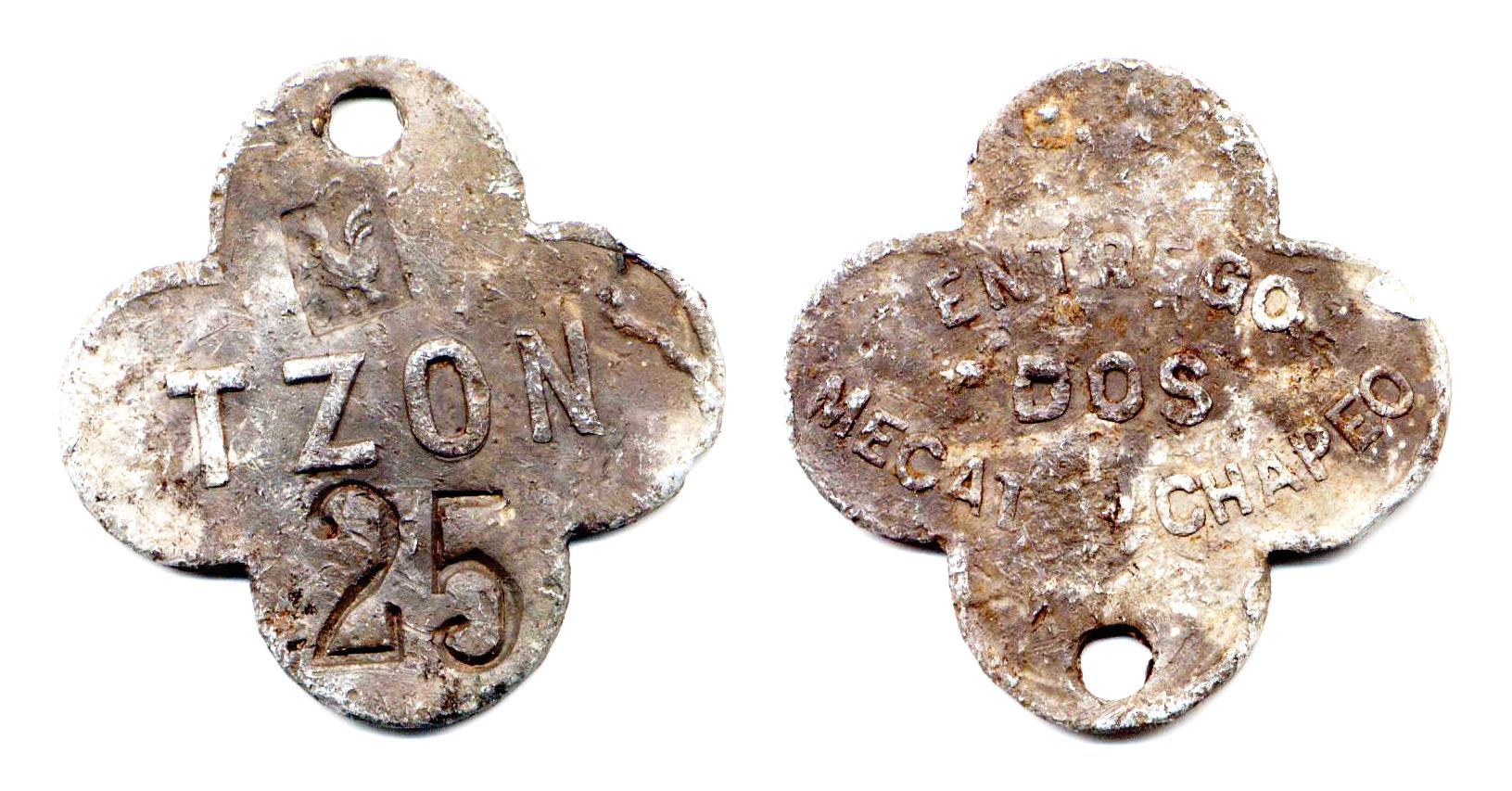
Ficha de hacienda por 2 mecates de chapeo.